# Blu (album Paola & Chiara)
Blu è il quinto album in studio del duo musicale italiano Paola & Chiara, pubblicato il 14 maggio 2004 dalla Columbia Records.

## Descrizione
Il disco, il quinto progetto discografico del duo, contiene undici brani inediti di musica pop, disco, funk e soul, tra cui anche la traccia Diana, un brano dedicato a Lady Diana. Ne venne estratto un solo singolo pubblicato su supporto fisico, la title track Blu, mentre le canzoni Amare di più e Disco DJ vennero promosse solo nelle radio.
Il CD contiene una "traccia rom" con il video non censurato di Kamasutra, una versione esclusiva di Amare di più ed alcune foto inedite.

## Tracce
Testi e musiche di Paola e Chiara Iezzi.
1. Amare di più – 4:21
2. Blu – 3:42
3. Senza confine – 3:31
4. Disco DJ – 3:49
5. Facciamolo – 3:57
6. Diana – 3:39
7. Naturale – 3:30
8. Sexy – 3:19
9. Angolo di paradiso – 3:37
10. Come eravamo – 4:15
11. Aqua – 3:58

## Formazione
- Paola Iezzi – voce
- Chiara Iezzi – voce, chitarra
- Michele Monestiroli – tastiere, sassofono
- Roberto Baldi – tastiere, programmazione, cori
- Francesco Scognamiglio – cori

## Classifiche
| Classifica (2004) | Posizione massima |
| ----------------- | ----------------- |
| Italia            | 27                |
| Svizzera          | 56                |

Nell'ottobre 2023 l'album debutta nella classifica italiana dei vinili alla posizione numero 8.